# Tennessee Valley Authority
Tennessee Valley Authority (TVA) er en statsligt ejet virksomhed i USA, som blev oprettet ved en kongresbeslutning i maj 1933 for at skabe sejlads og kontrol over floden Tennessee River, generere elektricitet og økonomisk udvikling i Tennessee Valley, et område som i særlig grad var ramt af Depressionen i 1930'erne. TVA var ikke alene tænkt som et elselskab, men også som et regionalt økonomisk udviklingsagentur, der kunne bruge statslige eksperter og elektricitet til hurtigt at modernisere regionens økonomi og samfund.
TVA's embedsområde dækker det meste af Tennessee, dele af Alabama, Mississippi og Kentucky, samt mindre områder i Georgia, North Carolina og Virginia. Det er en politisk enhed med et område som en stor stat og med nogle statslige bemyndigelser (såsom ekspropriationsret), men i modsætning til en stat har den ingen borgere eller valgte ledere. Det var det første store regionale planlægningsagentur under den føderale regering og er stadig det største. Under ledelse af David Lilienthal ("Mr. TVA") blev agenturet en model for den amerikanske regerings indsats for at modernisere landbrugssamfund i den tredje verden.

## Overblik
Præsident Franklin Delano Roosevelt underskrev Tennessee Valley Authority loven, som skabte TVA den 18. maj 1933.
Som leverandør af elektrisk strøm fik agenturet autoritet til at indgå langsigtede (20 år) kontrakter om salg af strøm til regeringsagenturer og private, at bygge elledninger til områder, som ikke på anden vis var forsynet med strøm og til at fastlægge regler for detailsalg af strøm og distribution af strøm. TVA er således både en leverandør af strøm og en regelskabende instans.
I dag er TVA landets største offentlige elselskab, som leverer strøm til næsten 8,5 mio. kunder i Tennessee dalen. Det fungerer fortrinsvis som grossist indenfor elektricitet og sælger til 158 eldistrbutionsselskaber og 61 direkte betjente industrier og offentlige kunder. Strømmen kommer fra vandkraft, kulkraft, atomkraft, oliekraft og vindturbiner.
I løbet af 1920'erne og under Depressionen i 1930'erne begyndte amerikanerne at støtte ideen om offentligt ejerskab til offentlige værker, især vandkraftværker. Konceptet med regeringsejede kraftværker, som sælger til offentligt ejede distributionsselskaber, var kontroversielt, og er det stadig.
Mange mente, at privatejede elselskaber tog for meget for strømmen, ikke benyttede rimelige forretningsmetoder og var genstand for misbrug fra deres ejeres side på kundernes bekostning. Under valgkampen til præsidentvalget i 1932 hævdede Roosevelt, at private offentlige værker havde "selviske formål" og sagde: "Den føderale regering vil aldrig skille sig af med sin suverænitet eller med sin kontrol over kraftressourcerne, mens jeg er præsident for De Forenede Stater". Ved at danne holdingselskaber for offentlige forsyningsværker kontrollerede den private sektor 94 % af strømproduktionen i 1921, stort set uden regler. (Dette førte til Public Utility Holding Company Act of 1935 (PUHCA)). Mange private virksomheder i Tennessee dalen blev opkøbt af den føderale regering. Andre lukkede, fordi de ikke kunne konkurrere med TVA. Der blev også vedtaget regulering for at forhindre konkurrence med TVA.
På den anden side var der økonomiske libertarianere, som mente, at staten ikke skulle deltage i elsektoren, og frygtede at statsligt ejerskab ville føre til misbrug af hydroelektriske anlæg. TVA var et af de første statslige vandkraftagenturer, og i dag er de fleste af landets større vandkraftanlæg statsligt styrede. Andre forsøg på at skabe TVA lignende agenturer er slået fejl, såsom det foreslåede Columbia Valley Authority ved Columbia-floden.
Regionale elforbrugere kan have fordel af billigere strøm leveret fra TVA's netværk af 29 vandkraftværker. Støtter af TVA hævder, at agenturets styring af Tennessee flodsystemet uden statslige bevillinger sparer de statslige skatteydere millioner af dollars årligt. Modstandere, såsom Dean Russell i The TVA Idea hævdede, at udover, at projektet er socialistisk, skabte det et skjult tab ved at forhindre etableringen af "fabrikker og jobs, som ville være blevet skabt, hvis regeringen havde tilladt skatteyderne at bruge deres penge, som de ville". Tilhængere fremhæver, at TVA er yderst populær i Tennessee blandt såvel konservative som liberale, som Barry Goldwater opdagede det i 1964, da han foreslog at sælge TVA.
USA's højesteret afgjorde i 1936, at TVA var i overensstemmelse med USA's forfatning. Højesteret bemærkede, at regulering af handelen mellem stater omfatter regulering af floder, og at kontrol over floder er nødvendig for at holde dem sejlbare. Krigsbemyndigelserne tillod også projektet. Påstanden, som blev bragt for domstolen var, at fremstilling af elektricitet var et biprodukt ved styring af sejlads og kontrol over floden og derfor måtte anses for at være indenfor de af forfatningen udstukne rammer.

## Historie

### 1930'erne
Befolkningen i Tennessee Valley var under Depressionen i 1930'ernes i en ringe sundhedsmæssig tilstand, ligesom området var præget af stor fattigdom. I 1933 led 30 % af befolkningen af malaria, og den gennemsnitlige indkomst var kun $639 pr. år, hvoraf nogle familier overlevede på blot $100 om året.Skabelon:Uddybes En stor del af jorden havde været dyrket for intensivt for længe, hvilket havde eroderet og udpint jorden. Høstudbytterne var faldet sammen med landbrugenes indtægter. Det bedste tømmer var blevet skovet og yderligere 10 % af skovene blev afbrændt årligt. En stor del af befolkningen levede under forhold, der svarer til vore dages ulande.
TVA blev skabt for at modernisere området ved brug af eksperter og elektricitet til at bekæmpe menneskelige og økonomiske problemer. TVA udviklede kunstgødninger, underviste landmænd i metoder til at forbedre høstudbyttet og hjalp til med at genplante skove, styre skovbrande og forbedre levesteder for fisk og vildt. Den mest dramatiske ændring i livet i dalen kom med TVA-genereret strøm. Elektrisk lys og moderne bekvemmeligheder gjorde livet lettere og gårdene mere produktive. Elektricitet trak også industrier til regionen og skabte hårdt tiltrængte jobs.
Intet af dette var let. Bygningen af dæmningerne betød, at mere end 15.000 familier måtte flytte. Det skabte utilfredshed og modstand mod TVA i nogle lokalsamfund. Mange lokale jordejere var skeptiske overfor regeringsagenturer, men TVA introducerede med held nye landbrugsmetoder i de traditionelle landbrugssamfund ved at blive en del af området og finde lokale fortalere.
En landmand i Tennessee ville ikke høre på råd fra en embedsmand i jakkesæt og slips, så TVA embedsmænd måtte finde lederne i lokalsamfundene og overbevise dem om at rotation mellem afgrøder og fornuftig brug af gødning kunne genskabe jordens frugtbarhed. Når først de havde overbevist lederne, fulgte de andre efter.
Ved etableringen blev TVA placeret i Knoxville, Tennessee i den gamle føderale toldbygning på hjørnet af Clinch Avenue og Market Street. Bygningen er i dag et museum.

### Beskæftigelsespolitik
De arbejdsløse blev ansat til at udføre naturgenopretning, økonomisk udvikling og sociale programmer, såsom etablering af biblioteker, som betjente det omkringliggende område.
Den professionelle stab i hovedkvarteret bestod af eksperter, der kom udefra. Arbejderne blev opdelt i de sædvanlige racemæssige og kønsmæssige skillelinjer i tiden. TVA antog nogle få sorte til pedeljobs. TVA anerkendte fagforeninger. De faglærte og ufaglærte arbejdere var i fagforening, et gennembrud i et område, som var kendt for virksomheder, der var fjendtlige overfor minearbejderes og tekstilarbejderes fagforeninger. Kvinder var udelukket fra bygningsarbejde, selv om TVA's billige elektricitet tiltrak tekstilmåler som fortrinsvis ansatte kvinder.

### 1940'erne
Under 2. verdenskrig havde USA behov for aluminium til at bygge fly. Aluminiumsværker havde brug for enorme mængder elektricitet og til at levere strømmen gik TVA i gang med et af de største byggeprogrammer indenfor vandkraft, der nogensinde blev gennemført i USA. I starten af 1942, da byggeriet var på sit højeste, var 12 vandkraftværker og et dampkraftværk under bygning på samme tid, og 28.000 var beskæftiget ved byggeriet. Det største projekt var Fontana dæmningen. Efter forhandlinger ledet af Harry Truman ("Jeg vil have aluminium. Jeg er ligeglad med om jeg får det fra Alcoa eller Al Capone."), købte TVA jorden fra Nantahala Power and Light, et fuldt ud ejet datterselskab af Alcoa, og byggede Fontana Dam.
Elektriciteten fra Fontana var tænkt anvendt i Alcoa fabrikker. Da vandkraftværket begyndte at generere strøm i begyndelsen af 1945, blev den brugt til et andet formål udover aluminiumsfremstilling. TVA leverede også en stor del af elektriciteten, der skulle bruges til berigelse af uran ved Oak Ridge, der skulle bruges i Manhattan-projektet.

### 1950'erne
Ved krigens slutning havde TVA færdiggjort en 1.050 km lang kanal til skibsfart langs hele Tennessee River, og var blevet landets største elektricitetsleverandør. Alligevel oversteg efterspørgslen efter elektricitet TVA's muligheder for at producere strøm fra vandkraft. Politisk indblanding forhindrede TVA i at få yderligere statslige bevillinger til at bygge kulfyrede kraftværker, så den bad om lov til at udstede obligationer. Kongressen vedtog en lov i 1959 om at gøre TVA selvfinansierende, og fra det tidspunkt betalte TVA selv sine regninger.

### 1960'erne
1960'erne var en periode med aldrig før set økonomisk vækst i Tennessee Valley. Elektricitetspriserne var blandt de laveste i landet og forblev lave i takt med at TVA tog større og mere effektive enheder i brug. I forventning om at dalens behov for elektricitet ville blive ved med at vokse begyndte TVA at bygge atomkraftværker som en ny kilde til billig strøm. I løbet af dette tiår (og det følgende) var TVA i gang med det der indtil da var dets mest kontroversielle projekt – Tellico Dam Projektet. Projektet blev udtænkt i 1940'erne, men blev først færdigt i 1979.

### 1970'erne og 1980'erne
Der skete betydelige ændringer i Tennessee dalens økonomi og nationens, som følge af oliekrisen i 1973 og stigende priser på brændstof senere i årtiet.
Gennemsnitsprisen på el i Tennesseedalen steg til det femdobbelte fra begyndelsen af 1970'erne til begyndelsen af 1980'erne.
I takt med at efterspørgslen efter el faldt og konstruktionspriserne steg valgte TVA at stoppe adskillige atomkraftværker i lighed med andre elselskaber rundt omkring i landet.
Marvin T. Runyon blev formand for Tennessee Valley Authority i januar 1988. Han skar ned i antallet af ledelsesniveauer og de fast omkostninger med 30 % og opnåede samlede besparelser og forbedret effektivitet for $1,8 mia. Han sagde, at han bragte liv til atomkraftprogrammet og gennemførte en fastlåsning af priserne, som fortsatte i 10 år.
I 1970'erne gennemførtes det sidste og mest kontroversielle af TVA's store dæmnings/reservoir projekter, Tellico Dam.

### 1990'erne
I takt med at elektricitetsindustrien bevægede sig i retning af restrukturering og deregulering begyndte TVA at forberede sig på konkurrence.
Det skar driftsomkostningerne ned med næsten $950 mio. om året, skar arbejdsstyrken ned til det halve, forøgede kapaciteten på sine elværker, stoppede bygning af atomkraftværker og udviklede en plan, der skulle kunne klare energibehovet i Tennesseedalen indtil år 2020.

## 2000'erne
TVA har for nylig igen været i nyhederne for at skære ned i arbejdsstyrken og for at indlede nye kampagner, der skal forbedre dets image i offentligheden. Det har også fået ros fra organisationer, der går ind for atomkraft for sit arbejde på at genstarte en en reaktor på atomkraftværket Browns Ferry – Unit 1 (senere færdiggjort). I 2005 annoncerede TVA sin hensigt om at bygge en højtryksreaktor ved Bellefonte i Alabama (indsendte de nødvendige ansøgninger i november 2007), og i 2007 annoncerede det planer om at færdiggøre den ufærdige Unit 2 på Watts Bar. (TVA ejer og driver Browns Ferry, Sequoyah og Watts Bar atomkraftværkerne.)
I 2004 gennemførte TVA anbefalinger fra Reservoir Operations Study (ROS) om hvordan den skal drive Tennessee flodsystemet (det femtestørste flodsystem i landet).
Den 22. december 2008 brød en jordvold ved TVA's Kingston kulkraftværk sammen, hvilket resulterede i at 15 mio. m³ våd kulaske blev spredt ud over 120 ha land og ud i bifloder til Tennesseefloden. Det selvejende Southern Alliance for Clean Energy planlægger med at sagsøge TVA for $165 mio. på vegne af beboere i området.

## TVA værker
TVA's kraftværker bestod i 2004 af en blanding af 11 kul og gasfyrede værker, 29 vandkraftværker og tre atomkraftværker (med fem reaktorer i drift og en på vej) samt seks gasturbineværker.
TVA er en af de største producenter af elektricitet i USA og fungerer som en regional netværkskoordinator. Kul- og oliekraftværker stod for 62 % af produktionen i 2005, atomkraft for 28 % og vandkraft for 10 %.  TVA's Watts Bar reaktor producerer tritium som et biprodukt for den amerikanske National Nuclear Security Administration, som bruger tritium i kernevåben.

### Dæmninger og vandkraftværker
| - Apalachia Dam - Bear Creek Dam - Beaver Creek Dam - Beech Dam - Blue Ridge Dam - Boone Dam - Cedar Dam - Cedar Creek Dam - Chatuge Dam - Cherokee Dam - Chickamauga Dam - Clear Creek Dam - Dogwood Dam - Douglas Dam - Fontana Dam | - Fort Loudoun Dam - Fort Patrick Henry Dam - Great Falls Dam - Guntersville Dam - Hales Bar Dam (nedrevet) - Hiwassee Dam - Kentucky Dam - Little Bear Creek Dam - Lost Creek Dam - Melton Hill Dam - Nickajack Dam - Nolichucky Dam - Normandy Dam - Norris Dam - Nottely Dam - Ocoee Dams No. 1, 2 og 3 | - Pickwick Landing Dam - Pine Oak Dam - Pine Dam - Raccoon Mountain Pumped-Storage Plant - Redbud Dam - South Holston Dam - Sycamore Dam - Tellico Dam - Tims Ford Dam - Upper Bear Creek Dam - Watauga Dam - Watts Bar Dam - Wheeler Dam - Wilbur Dam - Wilson Dam |

### Kul- oggaskraftværker
Kul-fyrede kraftværker
| - Allen - Bull Run - Colbert - Cumberland | - Gallatin - John Sevier - Johnsonville - Kingston | - Paradise - Shawnee - Widows Creek |

Gasturbiner
- Caledonia
- Gleason
- Kemper
- Lagoon Creek
- Marshall

### Atomkraftværker
TVA gik i gang med et meget ambitiøst program for bygning af atomreaktorer i 1970'erne. I øjeblikket omfatter TVA's atomkraftværker Browns Ferry, Sequoyah og Watts Bar.
Der var adskillige værker som var planlagt eller forskellige grader af færdiggørelse inden de blev stoppet og senere opgivet. De opgivne atomkraftværker omfatter Phipps Bend, Bellefonte, Hartsville, Yellow Creek og Clinch River Breeder Reactor.

### Fællesanlæg
TVA hjælper også Alcoa's Tapoco/APGI med at regulere adskillige anlæg herunder Calderwood, Cheoah, Chilhowee og Santeetlah dæmningerne.

### Vedvarende energi
TVA driver adskillige mindre anlæg, som genererer energi fra vedvarende kilder udover vandkraft. Disse omfatter:
Solkraftværker
- Lovers Lane fodboldstadion, Bowling Green, Kentucky (36 kw kapacitet)
- Finley Stadium, Chattanooga, Tennessee (85 kw)
- Gibson County High School, Dyer, Tennessee (18 kw)
- Florence, Alabama vandbehandlingsanlæg (30 kw)
- Sci-Quest videnskabsmuseum, Huntsville, Alabama (27 kw)
- Ijams Nature Center, Knoxville, Tennessee (15 kw)
- Bridges Center, Memphis, Tennessee (25 kw)
- Adventure Science Center, Nashville, Tennessee (27 kw)
- Cocke County High School, Newport, Tennessee (9 kw)
- American Museum of Science and Energy, Oak Ridge, Tennessee (15 kw)
- Oak Ridge National Laboratory, Oak Ridge, Tennessee (7 kw)
- University of Mississippi, University, Mississippi (30 kw)
- Dollywood i Pigeon Forge, Tennessee (to 18-kw anlæg)
- Duffield-Pattonsville Elementary School, Scott County, Virginia (9 kw)
- Mississippi State University, Mississippi (15 kw)

Vindmøller
Ved Buffalo Mountain i Oliver Springs, Tennessee, driver TVA tre vindmøller med en samlet effekt på 2 MW og køber strøm fra yderligere 15 vindmøller som ejes af Invenergy og har en samlet effekt på 27 MW.
Metan fra affald
Metangas fra et spillevandsanlæg i Memphis afbrændes i Allen Fossil Plant, hvilket svarer til en effekt på 4 MW.

### Administration
TVA's nuværende hovedkvarter ligger i centrum af Knoxville og der er store administrationsbygninger i Chattanooga og Nashville, Tennessee samt Muscle Shoals, Alabama.

## Kontroverser
TVA blev af New Deal politikere udråbt til ikke blot at være et succesfuldt økonomisk udviklingsprogram i et kriseramt område, men også en demokratisk samfundsopbyggende indsats i udlandet, på grund af dens påståede involvering af græsrødderne som fremhævet af direktør David Lilienthal. TVA var kontroversielt i 1930'erne Historikeren Thomas McCraw konkluderer (1971 p 157) at Roosevelt "reddede kraftværksindustrien fra sit eget misbrug"; men "han kunne have gjort det med betydelig mindre agitation og ond vilje." New Dealers håbede på at bygge adskillige andre TVA-er rundt omkring i landet, men blev besejret af Wendell Willkie og den konservative koalition i Kongressen. TVA modellen erstattede ikke de mere afgrænsede vand-programmer under Bureau of Reclamation og Army Corps of Engineers. Stats-fokuserede teoretikere hævder at reformatorerne formentlig har lettest ved at få succes i perioder som i New Deal æraen, når de er understøttet af en demokratisk politik og når de dominerer Kongressen og regeringen. Det har imidlertid vist sig at ved flod-politik havde styrken af modstanderne også betydning. TVA-loven blev vedtaget i 1933 fordi reformatorer som Norris behændigt koordinerede handlinger på mulige punkter hvor den kunne gå i stå og svækkede den allerede desorganiserede elselskabs lobby (Hubbard 1961). I 1936 derimod, efter at have omgrupperet sig, drog modstandere blandt flod-lobbyen og den konservative koalition fordel af New Deal politikernes ønske om offentligt forbrug ved at forøge ingeniørkorpsets program for kontrol med floderne. De hjalp også med til at afværge yderligere TVA lignende projekter, det mest lovende af New Deal programmerne indenfor vandområdet.
Da Demokraterne efter 1945 udråbte TVA til at være model for lande i Den tredje verden hævdede konservative kritikere at det var et topstyret, centraliseret, teknokratisk projekt, som udelukkede lokale og gjorde det på en ufølsom måde. Når TVA blev anvendt som model for moderniseringsprogrammer i forskellige dele af Den tredje verden under Den kolde krig såsom i Mekong deltaet i Vietnam førte dets fiasko til et tilbageslag i form af kynisme overfor moderniseringsprogrammer som har varet ved.
Den daværende filmstjerne Ronald Reagan var gået over til TV som programvært og hyppig optrædende for General Electric Theater i 1954. Reagan blev senere fyret af General Electric i 1962 som reaktion på at han offentlig omtalte TVA (TVA var en stor kunde for GE turbiner) som et af problemerne med "big government". Reagan gentog senere sin kritik ved Republikanernes partikonvent i 1964 i sin tale "A Time for Choosing":
En sådan der anses for at være hævet over kritik, hellig som moderskabet, er TVA. Dette program startede som et projekt til at kontrollere oversvømmelser fra floden, som Tennesee flodsletten fra tid til anden blev ødelagt af. Hærens ingeniørkorps satte sig for at løse problemet. De sagde, at det var muligt at en gang i løbet af 500 år ville der indtræffe en oversvømmelse, som ville dække 2.400 km². Nå, det klarede ingeniørerne. De lavede en permanent så, som dækkede en 4.000 km². Det løste problemet med oversvømmelser, men den årlige rente på TVA's gæld er fem gange så stor som de årlige oversvømmelsesskader, de forsøgte at forhindre.

Naturligvis vil De pointere, at TVA får elektrisk strøm fra det opdæmmede vand, og det er sandt, men i dag er 85 % af TVA's elektricitet frembragt i kulkraftværker. Nu vil De måske indvende, at jeg overser de sejlbare vandveje, som blev skabt, som gjorde billig trafik med pramme mulig, men hovedparten af den fragt som sejles på vandvejen er kul, der fragtes til TVA's kulkraftværker, og omkostningerne ved at vedligeholde kanalen hvert år ville betale for fragt af alt kullet ved jernbane og der ville endda blive penge til overs.
Den PR som Reagan fik fra sin tale brolagde vejen for at han kunne blive valgt som guvernør i Californien i 1966.
Den 22. december 2008 flød aske fra Kingston Fossil Plant ud i bifloder til Tennesseefloden ved Kingston, Tennessee som følge af et digebrud. Kentucky Sierra Club kaldte ulykken for den "værste miljøulykke siden Tjernobyl" 

## TVA i den folkelige kultur
I 1930'erne inspirerede bygningen af Norris Dam og de forandringer den bragte med sig til området film, bøger, teaterstykker og sange. Sange fra byggeperioden udtrykker sjældent entusiasme for dæmningsprojektet. Langt flere fordømmer TVA for de tab det påførte lokale landmænd.
TVA er stadig et emne i den folkelige kultur:
- Coen brothers' film fra 2000 O Brother, Where Art Thou? beskrirver den fiktive oversvømmelse ved en unavngiven dal i Mississippi fra en uspecificeret TVA dæmning i 1930'erne.
- I en episode af The Simpsons anvender en ung Grandpa Simpson udtrykket "Hvad i Tennessee Valley Authority!" som en ed, da han ser en atombombe blive smidt over Japan.
- I teksten til bandet Alabamas "Song of the South" lyder en af verselinjerne "Papa got a job with the TVA".
- The Everybodyfields sang "T.V.A.," fra albummet Halfway There: Electricity and the South afviser Tennessee Valley Authority med ordene "I don't need no dam or no damn FDR."
- Storfilmen "Wild River" fra 1960 om de menneskelige omkostninger ved forandringer i området.
- Bluegrass bandet fra North Carolina Chatham County Line har skrevet en sang med titlen "Tennessee Valley Authority."

## Eksterne links
- Wikimedia Commons har flere filer relateret til Tennessee Valley Authority
- TVA hjemmeside
- WPA Fotografier fra TVA's arkæologiske projekter Arkiveret 3. juli 2009 hos  Wayback Machine
- Southern Appalachian Mountain Initiative – division of TVA
- The New Deal and TVA på YouTube
- Papirer fra Arnold R. Jones (bestyrelsesmedlem, Tennessee Valley Authority), Dwight D. Eisenhower Presidential Library Arkiveret 14. januar 2009 hos  Wayback Machine